# 岡山県道49号高梁旭線
岡山県道49号高梁旭線（おかやまけんどう49ごう たかはしあさひせん）は、岡山県高梁市から久米郡美咲町を結ぶ県道（主要地方道）である。

## 概要

### 路線データ

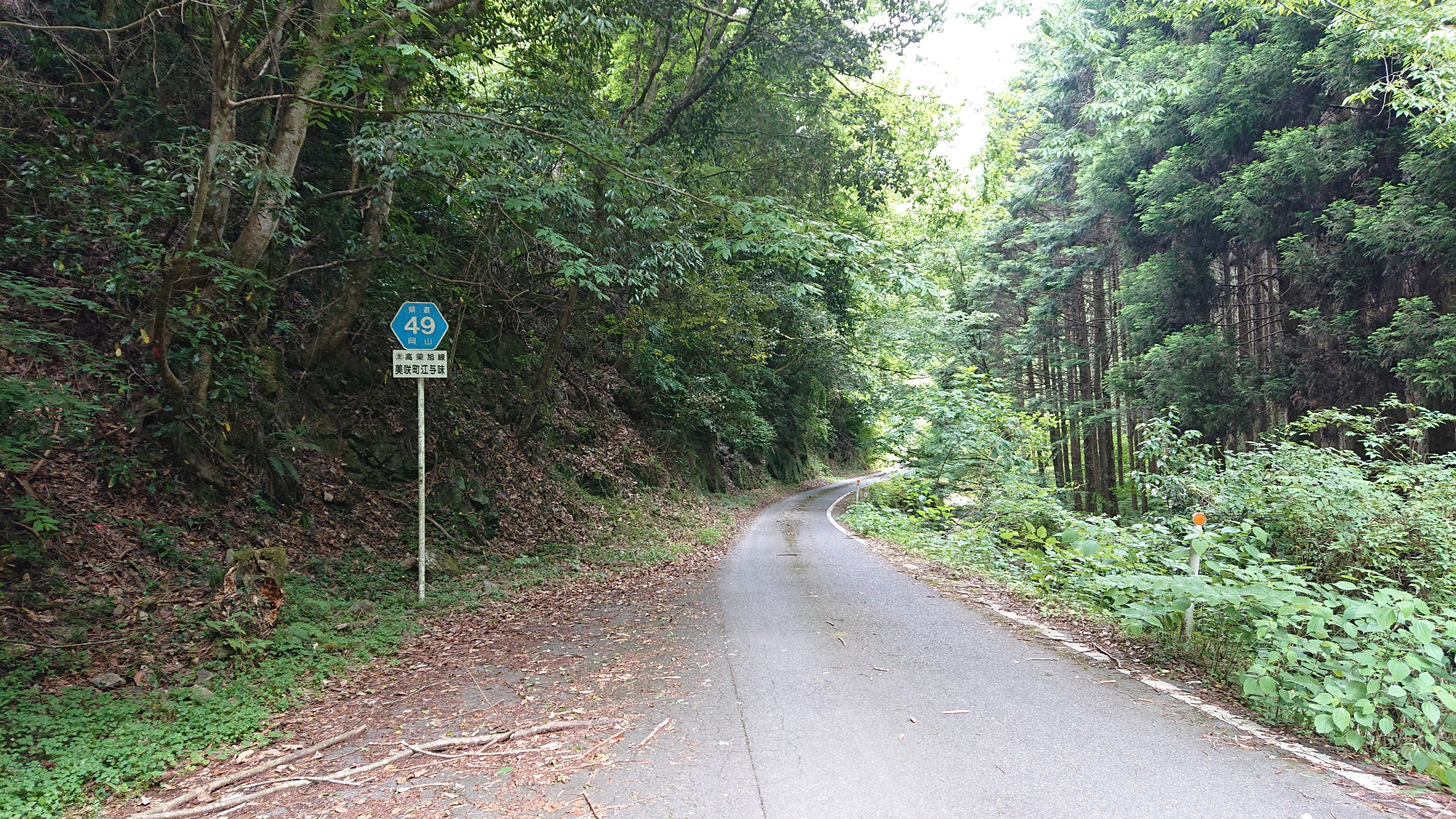
岡山県道49号高梁旭線（美咲町江与味）

- 起点：岡山県高梁市巨瀬町（国道313号交点）
- 終点：岡山県久米郡美咲町江与味（国道429号交点）

## 歴史
- 1993年（平成5年）5月11日 - 建設省から、県道高梁旭線が高梁旭線として主要地方道に指定される[1]。

## 路線状況
吉備中央町尾原から美咲町江与味までの区間は2.0ｍの幅員制限がかかっており大型車の通行は困難である。

### 重複区間
- 岡山県道66号落合加茂川線（加賀郡吉備中央町尾原 地内）

## 地理

### 通過する自治体
- 高梁市
- 加賀郡吉備中央町
- 久米郡美咲町

### 交差する道路
以前は久米郡美咲町江与味にて岡山県道370号江与味上河内線と交差していたが、国道429号旭バイパスの部分開通に伴い同路線の起点が変更されたため交差しなくなった。
| 交差する道路                          | 市町村名 | 市町村名   | 交差する場所         | 交差する場所 |
| ------------------------------------- | -------- | ---------- | -------------------- | ------------ |
| 国道313号 岡山県道78号長屋賀陽線 重複 | 高梁市   | 高梁市     | 巨瀬町（こせちょう） | 起点         |
| 岡山県道156号賀陽有漢線               | 高梁市   | 高梁市     | 有漢町有漢           |              |
| 岡山県道312号宮地有漢線               | 高梁市   | 高梁市     | 有漢町有漢           |              |
| E73 岡山自動車道                      | 高梁市   | 高梁市     | 有漢町有漢           | 3 有漢IC     |
| 岡山県道332号栗原有漢線               | 高梁市   | 高梁市     | 有漢町上有漢         |              |
| 岡山県道369号尾原賀陽線               | 加賀郡   | 吉備中央町 | 尾原（おばら）       |              |
| 岡山県道66号落合加茂川線 重複区間起点 | 加賀郡   | 吉備中央町 | 尾原                 |              |
| 岡山県道66号落合加茂川線 重複区間終点 | 加賀郡   | 吉備中央町 | 尾原                 |              |
| 国道429号 / 旭バイパス                | 久米郡   | 美咲町     | 江与味               |              |
| 国道429号 / 現道                      | 久米郡   | 美咲町     | 江与味               | 終点         |